# Luis Alberto Orta
Luis Alberto Orta Millan (Caracas, 15 gennaio 1989) è un mezzofondista e maratoneta venezuelano.

## Biografia
Ha rappresentato il Venezuela ai Giochi olimpici estivi di Rio de Janeiro 2016, concludendo al centocinquesimo posto in classifica nella maratona.

## Palmarès
| Anno | Manifestazione             | Sede           | Evento         | Risultato | Prestazione | Note                                     |
| ---- | -------------------------- | -------------- | -------------- | --------- | ----------- | ---------------------------------------- |
| 2007 | Mondiali di cross          | Mombasa        | Corsa U20      | 80º       | 28'10"      |                                          |
| 2007 | Sudamericani U20           | San Paolo      | 1500 m piani   | 4°        | 3'56"83     |                                          |
| 2007 | Sudamericani U20           | San Paolo      | 3000 siepi     | Argento   | 9'18"26     |                                          |
| 2007 | Sudamericani U20           | San Paolo      | 5000 m piani   | Bronzo    | 15'04"58    |                                          |
| 2007 | Panamericani U20           | San Paolo      | 5000 m piani   | 6°        | 14'41"25    |                                          |
| 2007 | Panamericani U20           | San Paolo      | 3000 siepi     | Argento   | 9'06"59     |                                          |
| 2008 | Mondiali U20               | Bydgoszcz      | 3000 siepi     | 12°       | 9'03"69     | [ 1 ]                                    |
| 2010 | Sudamericani U23           | Medellín       | 3000 siepi     | Argento   | 9'13"54     |                                          |
| 2011 | Campionati CAC             | Mayagüez       | 1500 m piani   | 5°        | 3'48"22     |                                          |
| 2011 | Campionati CAC             | Mayagüez       | 5000 m piani   | Argento   | 14'14"30    |                                          |
| 2011 | Giochi panamericani        | Guadalajara    | 5000 m piani   | 12º       | 14'59"00    |                                          |
| 2013 | Sudamericani               | Cartagena      | 3000 siepi     | 5º        | 8'49"44     |                                          |
| 2014 | Mondiali di mezza maratona | Copenaghen     | Individuale    | 81º       | 1h05'47"    | Miglior prestazione personale stagionale |
| 2014 | Giochi CAC                 | Veracruz       | Maratona       | dnf       | dnf         |                                          |
| 2015 | Giochi panamericani        | Toronto        | Maratona       | dnf       | dnf         |                                          |
| 2016 | Campionati ibero-americani | Rio de Janeiro | 5000 m piani   | 8º        | 14'39"44    |                                          |
| 2016 | Giochi olimpici            | Rio de Janeiro | Maratona       | 105º      | 2h27'05"    |                                          |
| 2017 | Mondiali                   | Londra         | Maratona       | 67º       | 2h33"42     | Miglior prestazione personale            |
| 2017 | Giochi bolivariani         | Santa Marta    | 5000 m piani   | dnf       | dnf         |                                          |
| 2017 | Giochi bolivariani         | Santa Marta    | 10000 m piani  | Bronzo    | 29'59"26    | [ 2 ]                                    |
| 2018 | Mondiali di mezza maratona | Valencia       | Individuale    | 48º       | 1h03"09     | Record nazionale                         |
| 2018 | Giochi CAC                 | Barranquilla   | 10000 m piani  | 4º        | 30'15"48    |                                          |
| 2019 | Sudamericani di Maratona   | Buenos Aires   | Maratona       | 12°       | 2h18'02"    |                                          |
| 2020 | Mondiali di mezza maratona | Gdynia         | Individuale    | 89°       | 1h04"11     |                                          |
| 2022 | Giochi bolivariani         | Valledupar     | 5000 m piani   | 7°        | 14'47"55    |                                          |
| 2022 | Giochi bolivariani         | Valledupar     | 10000 m piani  | dnf       | dnf         |                                          |
| 2023 | Mondiali di cross          | Bathurst       | Corsa seniores | 83°       | 34'28"      |                                          |
| 2023 | Giochi CAC                 | San Salvador   | Mezza Maratona | dnf       | dnf         |                                          |